# 3 000 meter hinder för damer i friidrott vid olympiska sommarspelen 2012
Damernas 3000 meter hinder vid olympiska sommarspelen 2012, i London i Storbritannien avgjordes den fjärde och sjätte augusti på Londons Olympiastadion. Tävlingen började med en försöksomgång där alla deltagare deltog för att kvalificera sig till finalen. Gulnara Samitova från Ryssland var regerande mästare efter att hon i Peking 2008 vunnit finalen genom att slå både världsrekordet och olympiska rekordet. Julija Zaripova från Ryssland kom först i mål men blev senare diskvalicerad p.g.a. dopingbrott. Habiba Ghribi från Tunisien och Sofia Assefa från Etiopien vann guld respektive silver.
Efter att proverna testats om under 2016 och givit ett positivt resultat för turanabol diskvalificerades Zaripova och fråntogs guldmedaljen. Även tolfteplacerade spanjorskan Marta Domínguez diskvalificerades i november 2015 då Idrottens skiljedomstol överklagat det spanska friidrottsförbundets beslut att frikänna henne för de avvikelser som funnits i hennes blodprover mellan 2009 och 2013.

## Medaljörer
| Gren               | Guld                   | Guld                   | Silver                | Silver                | Brons                      | Brons                      |
| 3 000 meter hinder | Habiba Ghribi Tunisien | Habiba Ghribi Tunisien | Sofia Assefa Etiopien | Sofia Assefa Etiopien | Milcah Chemos Cheywa Kenya | Milcah Chemos Cheywa Kenya |

## Rekord
Före tävlingarna gällde dessa rekord:
| Världsrekord (WR)     | Gulnara Samitova (RUS)     | 8.58,81 | Beijing, Kina | 17 augusti 2008 | [ 6 ] |
| Olympiskt rekord (OR) | Gulnara Samitova (RUS)     | 8.58,81 | Beijing, Kina | 17 augusti 2008 | [ 7 ] |
| Världsårsbästa (WL)   | Milcah Chemos Cheywa (KEN) | 9.07,14 | Oslo, Norge   | 7 juni 2012     |       |

## Program
Tider anges i lokal tid, det vill säga västeuropeisk sommartid (UTC+1).
4 augusti
- 11:35 – Försöksheat

6 augusti
- 21:05 – Final

## Resultat
- Q innebär avancemang utifrån placering i heatet.
- q innebär avancemang utifrån total placering.
- DNS innebär att personen inte startade.
- DNF innebär att personen inte fullföljde.
- DQ innebär diskvalificering.
- NR innebär nationellt rekord.
- OR innebär olympiskt rekord.
- WR innebär världsrekord.
- WJR innebär världsrekord för juniorer
- AR innebär världsdelsrekord (area record)
- PB innebär personligt rekord.
- SB innebär säsongsbästa.

### Försöksomgång
Den inledande försöksomgången ägde rum den 4 augusti. De fyra snabbaste deltagarna i varje heat (Q) samt de tre snabbaste av de som slutade på femte plats eller sämre (q) kvalificerade sig till finalen.

#### Heat 1
| Pl. | Namn                        | Tid      | Noteringar |
| --- | --------------------------- | -------- | ---------- |
| 1   | Gesa Felicitas Krause (GER) | 9.24,91  | Q, 0PB0    |
| 2   | Etenesh Diro (ETH)          | 9.25,31  | Q          |
| 3   | Milcah Chemos Cheywa (KEN)  | 9.27,09  | Q          |
| 4   | Poļina Jeļizarova (LAT)     | 9.27,21  | Q, 0NR0    |
| 5   | Gulnara Galkina (RUS)       | 9.28,76  | q          |
| 6   | Barbara Parker (GBR)        | 9.32,07  |            |
| 7   | Li Zhenzhu (CHN)            | 9.34,29  | 0SB0       |
| 8   | Diana Martín (ESP)          | 9.35,77  | 0PB0       |
| 9   | Genevieve LaCaze (AUS)      | 9.37,90  | 0PB0       |
| 10  | Korene Hinds (JAM)          | 9.37,95  | 0SB0       |
| 11  | Salima El Ouali Alami (MAR) | 9.44,62  |            |
| 12  | Shalaya Kipp (USA)          | 9.48,33  |            |
| 13  | Sudha Singh (IND)           | 9.48,86  |            |
| 14  | Sviatlana Kudzelitj (BLR)   | 9.54,77  |            |
| N/A | Binnaz Uslu (TUR)           | 10.31,00 | DSQ        |

#### Heat 2
| Pl. | Namn                      | Tid      | Noteringar |
| --- | ------------------------- | -------- | ---------- |
| 1   | Sofia Assefa (ETH)        | 9.25,42  | Q          |
| 2   | Habiba Ghribi (TUN)       | 9.27,42  | Q, 0SB0    |
| 3   | Emma Coburn (USA)         | 9.27,51  | Q          |
| 4   | Marta Domínguez (ESP)     | 9.29,71  | Q          |
| 5   | Clarisse Cruz (POR)       | 9.30,06  | q, 0PB0    |
| 6   | Jelena Orlova (RUS)       | 9.33,14  |            |
| 7   | Valentina Zjudina (UKR)   | 9.37,90  |            |
| 8   | Lydia Chebet Rotich (KEN) | 9.42,03  |            |
| 9   | Stephanie Reilly (IRL)    | 9.44,77  |            |
| 10  | Gülcan Mıngır (TUR)       | 9.47,35  |            |
| 11  | Katarzyna Kowalska (POL)  | 9.48,60  |            |
| 12  | Beverly Ramos (PUR)       | 9.55,26  |            |
| 13  | Cristina Casandra (ROM)   | 9.58,83  |            |
| 14  | Yin Annuo (CHN)           | 10.09,10 |            |
| 15  | Ángela Figueroa (COL)     | 10.25,60 |            |

#### Heat 3
| Pl. | Namn                        | Tid      | Noteringar |
| --- | --------------------------- | -------- | ---------- |
| 1   | Hiwot Ayalew (ETH)          | 9.24,01  | Q          |
| 2   | Julija Zaripova (RUS)       | 9.25,68  | Q          |
| 3   | Mercy Wanjiku Njoroge (KEN) | 9.25,99  | Q          |
| 4   | Antje Moldner-Schmidt (GER) | 9.26,57  | Q, 0SB0    |
| 5   | Bridget Franek (USA)        | 9.29,86  | q          |
| 6   | Ancuța Bobocel (ROM)        | 9.31,06  |            |
| 7   | Dorcus Inzikuru (UGA)       | 9.35,29  |            |
| 8   | Sandra Eriksson (FIN)       | 9.50,71  |            |
| 9   | Eilish McColgan (GBR)       | 9.54,36  |            |
| 10  | Kaltoum Bouaasayriya (MAR)  | 9.58,77  |            |
| 11  | Silvia Danekova (BUL)       | 9.59,52  |            |
| 12  | Özlem Kaya (TUR)            | 10.03,52 |            |
| 13  | Matylda Szlęzak (POL)       | 10.08,84 |            |
| N/A | Svitlana Shmidt (UKR)       | 10.01,09 | DSQ        |

### Final

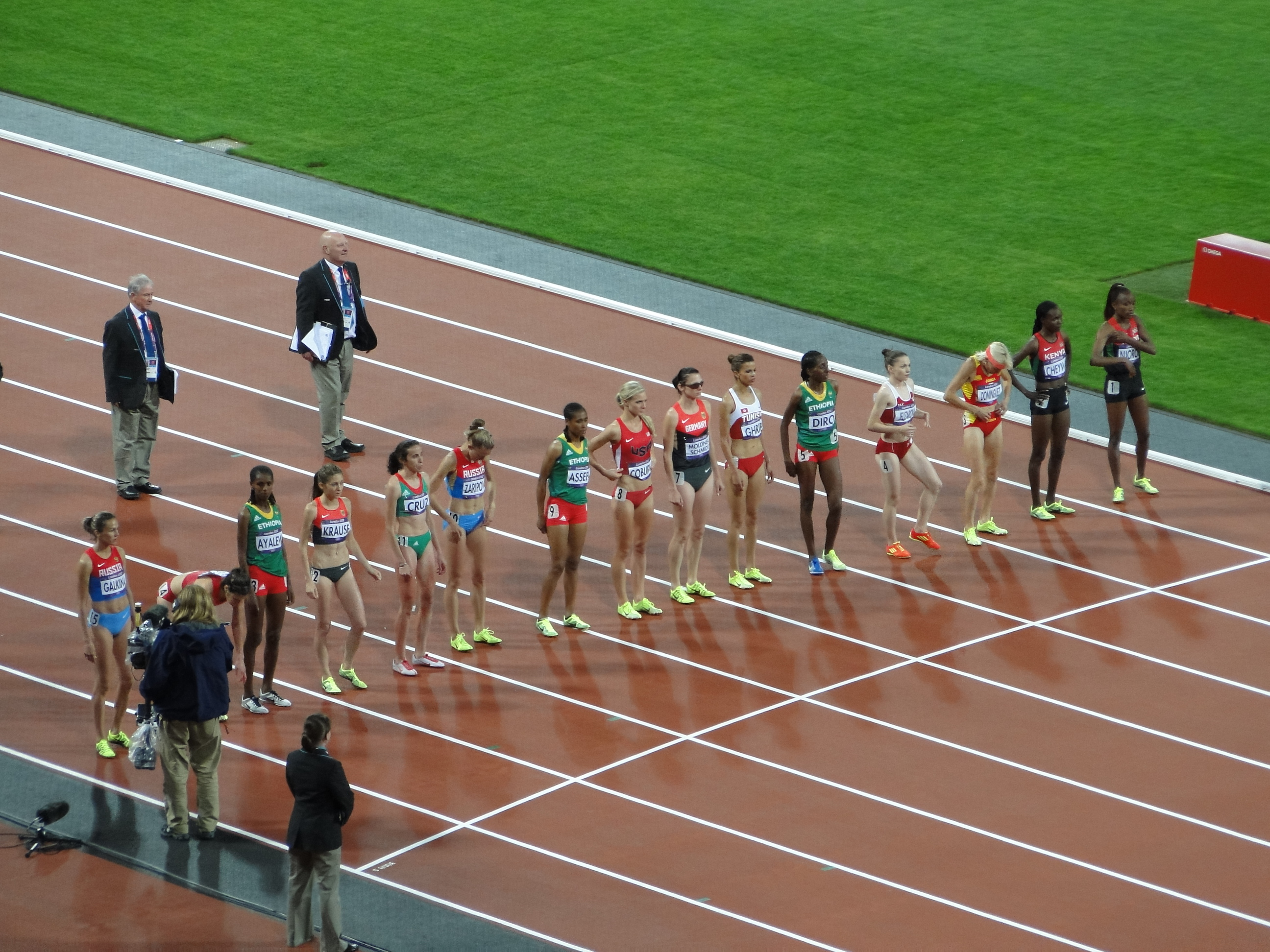
Finalisterna uppställda vid startlinjen.

Finalen ägde rum den 6 augusti på Londons Olympiastadion.
| Pl. | Namn                        | Tid     | Noteringar |
| --- | --------------------------- | ------- | ---------- |
| 01  | Habiba Ghribi (TUN)         | 9.08,37 | 0NR0       |
| 02  | Sofia Assefa (ETH)          | 9.09,84 |            |
| 03  | Milcah Chemos Cheywa (KEN)  | 9.09,88 |            |
| 4   | Hiwot Ayalew (ETH)          | 9.12,98 |            |
| 5   | Etenesh Diro (ETH)          | 9.19,89 | 0PB0       |
| 6   | Antje Moldner-Schmidt (GER) | 9.21,78 | 0SB0       |
| 7   | Gesa Felicitas Krause (GER) | 9.23,52 | 0PB0       |
| 8   | Emma Coburn (USA)           | 9.23,54 | 0PB0       |
| 9   | Mercy Wanjiku Njoroge (KEN) | 9.26,73 |            |
| 10  | Clarisse Cruz (POR)         | 9.32,44 |            |
| 11  | Poļina Jeļizarova (LAT)     | 9.38,56 |            |
| 12  | Bridget Franek (USA)        | 9.45,51 |            |
| N/A | Gulnara Galkina (RUS)       | N/A     | DNF        |
| N/A | Julija Zaripova (RUS)       | 9.06,72 | DSQ        |
| N/A | Marta Domínguez (ESP)       | 9.36,45 | DSQ        |